# 이정문 (만화가)
이정문(李政文, 1941년 8월 19일 ~ )은 대한민국의 만화가이다. 일본 효고현 고베시에서 출생하였으며, 명랑만화와 공상과학만화를 주로 그렸다.

## 생애
이정문은 1941년 8월 19일 일본 효고현 고베시에서 3남 1녀 중 둘째 아들로 태어났으며, 1944년 일가족과 함께 일제 강점기 조선으로 귀국하여 지난날 한때 경상북도 대구에서 잠시 유아기를 보낸 적이 있으며 1944년 11월, 경성부 효자정에 정착하였다. 이때 이정문은 글을 깨치자마자 고우영 화백의 형 고일영과 고상영, 그리고 김용환·김의환 형제 등의 만화를 자주 찾아 읽었다. 일본에 있을 적에 이정문의 아버지가 양화점을 경영한 덕에 집안에 영사기와 재봉틀이 있을 정도로 유복하였으나, 1950년 일본의 양화점을 정리하기 위해 출국했던 아버지가 6·25 전쟁의 발발으로 귀국하지 못하면서 영사기에 재봉틀과 옷가지까지 팔아도 생계가 곤궁할 정도로 형편이 어려워졌다. 이 때문에 전쟁이 끝난 1953년, 당시 12살이었던 이정문은 공부에 열중하던 장남인 형 대신 학업을 포기하고 구두닦이와 신문배달 일을 하기 시작했다. 이 시기 이정문은 구두닦이 노릇을 할 때 구박을 주던 어른 손님들에게 앙갚음하는 상상을 하였고 훗날 연재되는 심술 캐릭터가 이때 탄생했다.
15살이 되던 1956년, 이정문은 구두닦이 일을 그만두고 문구점 점원으로 취직하였다. 그는 오전 6시에 출근하여 자정에 퇴근한 후 근무 중 떠올랐던 아이디어를 매일 만화로 옮기기도 했고, 그 해에 문구 납품업체에 채용되면서 학업을 다시 시작하였다. 1958년에는 이정문이 살던 동네에 당시 인기 작가였던 김종래가 이사를 오자 만화가가 되고 싶었던 이정문은 김종래 선생의 집을 시도때도 없이 찾아가 질문하고, 김종래의 집에 찾아온 잡지 편집자들을 만나곤 했다.
18세가 되던 1959년에는 대중 잡지 《아리랑》의 신인 만화가 공모전에 당선되어 4컷 만화 《심술첨지》를 연재하면서 만화계에 등단하였다. 서라벌고등학교에 재학하던 그는 1960년 일본에 있던 아버지가 드디어 귀국하면서 가정 형편이 나아지자 1961년 경희대학교 상학과에 입학하였다. 이후 그는 《아리랑》, 《명랑》, 《야담과 실화》와 같은 대중잡지와 《새싹》, 《만화학생》과 같은 어린이 잡지를 비롯하여 《학원》과 같은 청소년 잡지, 《소설계》와 같은 문예지 등에 1컷 또는 4컷부터 1~8페이지에 이르는 만화를 연재한다. 1962년부터 군 복무를 할 때에도 육군본부 정훈감실에 배치되어 창작 활동을 이어갔으며, 제대한 해인 1965년 《새소년》지에서 매달 18페이지의 장편 연재 요청이 들어오자 이정문은 자유롭게 하늘을 날아다니는 서유기를 현대적으로 해석하기 위한 방법을 고민하던 중 공상과학(SF)적 설정을 가미하여 신비의 설인 소년 알파칸을 창조해 《설인 알파칸》을 연재하면서 한국 SF 만화의 여명을 연 작가로 평가받기도 했다.
이후 그는 1967년 슈트를 착용한 소년히어로를 주인공으로 하는 《캄마소년 카르마이》, 새로 창간한 《소년생활》지의 요청으로 1975년 제1차 석유 파동 이후 환경에 대한 관심이 고조된 것에 맞추어 '환경 보호'라는 주제의식을 띤 《철인 캉타우》, 1977년 '자연 보호'라는 테마를 우주까지 확장시킨 《녹색별을 찾아라》 등의 공상과학만화를 연이어 연재한다. 특히 《철인 캉타우》는 백만 년 전 지구에 온 '오크타'와 '스펠타' 두 외계 종족이 서로 지구를 차지하려 다투다 빙하기가 몰려와 동면에 빠졌다가 우연한 계기로 다시 깨어나 지구 쟁탈전을 벌이는 스토리로, 당시 유행하던 로봇 만화들이 전부 《우주소년 아톰》, 《마징가 제트》 등 일본의 것이라는 점을 깨달은 이정문이 '우리 손으로 아이들이 열광하는 로봇 만화를 그려보자'라는 일념 하에 연재를 시작한 로봇 만화로서, 주인공기가 양산형 모델이라는 설정이나 주인공기가 원자력이나 화력 에너지를 전혀 사용하지 않고 오로지 번개에서 에너지를 얻는다는 설정, 로봇 여러 대가 동시에 싸우는 장면 등 일본 만화의 영향력에서 벗어난 참신한 설정으로 고평가받기도 하였다. 한편 《설인소년 알파칸》에서 주인공 알파칸이 분사통을 메고 하늘을 날아다니는 장면이 이상하다는 이유로 그의 공상과학만화를 황당무계하다고 비판하는 기사가 여럿 나오기도 했다.
또한 공상과학만화 외에 데뷔작인 《심술첨지》를 시작으로 명량만화인 '심술 시리즈'를 연재하기도 하였다. 《설인 알파칸》의 연재가 종료된 후인 1972년에는 소년을 대표하는 '심똘이'와 소녀를 대표하는 '심쑥이'를 주인공으로 하는 《심똘이와 심쑥이》를 연재하였으며, 1984년에는 어린 남매 심통이와 심뽀를 등장시킨 《심통이와 심뽀》를 《소년경향》에 발표하는 등 다양한 심술 캐릭터를 창조하며 여러 매체에 작품을 발표하였다. 한편 1985년에는 《스포츠서울》의 창간과 동시에 새로운 성인용 심술 캐릭터인 '심술통'을 등장시켜 8년 간 연재하였는데, 이때 심술통이라는 캐릭터의 원래 이름은 심술이 더덕더덕 붙어 있는 커다란 턱을 강조하여 '심술턱'이라고 붙였지만 당시 주걱턱이었던 전두환 정부의 영부인 이순자를 연상시킨다는 이유로 논의 끝에 이름이 오늘날의 '심술통'으로 변경되기도 하였다.
1990년대 이후로는 교양만화 및 교육만화를 주로 그렸다. 한편 1990년대 후반에는 캉타우의 그림체가 이정문의 다른 캐릭터와 판이하게 다르다는 이유로 '캉타우는 이정문의 문하생이 그렸다'는 논란이 제기되기도 하였으며, 이정문은 '본인이 그림을 그리고 아내가 거들었으며, 평생 문하생을 둔 적도 없다'고 해명하여 논란을 불식시켰다.
2008년 2월 22일부터 3달간 경기도 이천 청강문화산업대학교의 청강만화박물관에서 '이정문, 불가능 없는 이야기들'이라는 이름으로 이정문 만화 48년 전시회가 열렸다. 이어서 2009년 12월 23일부터 2010년 1월 31일까지는 서울 남산에 위치한 서울애니메이션센터에서 등단 50주년을 맞아 ‘이정문 50주년 특별전’을 개최하였으며, 이때 이정문은 조선일보의 Why?와의 인터뷰에서 부서진 99대의 캉타우 부품을 악당들이 조립해 되살리는 스토리로 《철인 캉타우》 2부를 계획하고 있다고 밝혔다.
한편 2015년에는 한국공학한림원에서 창립 20주년 행사 초청장의 표지로 이정문의 《서기 2000년대 생활의 이모저모》를 선택하면서 다시금 주목을 받았다. 《서기 2000년대 생활의 이모저모》는 1965년 한 학생 과학잡지사의 요청으로 이정문이 그린 한 장의 그림으로, 영상전화와 원격 진료 및 공부, 태양열 주택, 텔레비전을 통한 실시간 뉴스, 전기자동차, 무빙워크, 로봇청소기 등 오늘날 대부분 실현된 사항에 대해 인터넷이 제대로 발달하기 전인 1960년대에 이미 정확히 예측했다는 점에서 화제가 되었다.
2017년 11월 2일에는 콘텐츠 전문 기업 와이랩에서 《철인 캉타우》를 웹툰 콘텐츠로 리메이크하고 실사 영화화하는 것을 기획 중이라고 밝혔다. 이는 2007년 유경원, 조민철 작가의 《철인 캉타우 리턴》, 2011년 PUNEW, 데굴데굴 작가의 《철인 캉타우 시그마》 두 리메이크작이 연재 매체의 한계로 인해 중도 하차한 후 세 번째로 공개되는 리메이크 작품으로, 리메이크와 동시에 와이랩의 여러 웹툰 주인공들이 하나의 세계관을 이루는 웹툰 유니버스 슈퍼스트링 프로젝트의 라인업 작품으로 포함된다. 2018년 8월 16일 글은 신형욱, 작화는 양경일 작가가 맡는 방식으로 네이버 웹툰에 캉타우라는 이름으로 연재가 시작되었다.

## 대표작
이정문 화백은 1959년 데뷔한 이후 초기에는 명량만화, 1965년 이후 공상과학만화, 1970년대 공상과학과 심술만화를 주로 그렸고 1980년대 이후 심술만화와 다양한 교양만화를 창작하고 있다.
- 《심술첨지》(1959년) - 명랑만화. 데뷔작으로, 《아리랑》지에 연재하였다.
- 《설인 알파칸》(1965년) - 공상과학만화. 《새소년》지에 연재하였으며, 신비의 설인소년 알파칸을 주인공으로 모두 6부작으로 6년 동안 연재되었다.
- 《캄마소년 카르마이》(1967년) - 공상과학만화. 《소년세계》지에 1967년 2월호부터 연재하였으며, 슈트를 착용한 소년히어로를 주인공으로 한다.
- 《심똘이와 심쑥이》(1972년) - 명량만화. 《새소년》지에 연재하였다. 심똘이는 소년, 심쑥이는 소녀를 대표하는 심술 캐릭터였다.
- 《심술 1000단 심똘이》(1970년대) - 명랑만화.
- 《심술 999단 심쑥이》(1970년대) - 명랑만화.
- 《철인 캉타우》(1975년) - 공상과학만화. 《소년생활》지에 1975년 6월부터 연재되었으며, 다양한 SF 상상력을 바탕으로 '거대로봇'라는 소재와 '환경보호'라는 주제의식을 보여주고 있다. 1976년 11월 ‘철인 캉타우’의 연재가 종료된 이후 77년 자연보호의 테마를 우주로 확대시킨 ‘녹색별을 찾아라’를 ‘소년세계’에 연재하기 시작했다.
- 《녹색별을 찾아라》(1977년) - 공상과학만화. 《소년세계》지에 연재하였으며, 자연보호의 테마를 우주로 확대시켰다.
- 《지구인을 습격한 외계인들》(1982년) - 공상과학만화
- 《심쑥이》(1983년) - 명량만화. 《경향신문》에 연재.
- 《심통이와 심뽀》(1984년) - 명랑만화. 《소년경향》에 연재.
- 《심술통》(1985년) - 명량만화. 《스포츠서울》에 8년간 연재.
- 《심술로봇 뚜까》(1990년대) - 명량만화.

## 수상
- 1993년 제3회 한국만화문화상 저작상 수상 - 《심술북》[10]

## 같이 보기
- 고우영
- 신문수
- 박수동
- 윤승운